# Szydłowscy
Zasugerowano, aby ten artykuł podzielić na różne artykuły – podzielić na kilka haseł o różnych rodach.
Szydłowski – nazwisko kilku polskich rodów szlacheckich.

## Szydłowscy herbu Brochwicz

herb Brochwicz

Szydłowscy herbu Brochwicz – polski ród szlachecki, który być może pochodzi ze Śląska.

## Szydłowscy herbu Gąska

herb Gąska

Szydłowscy herbu Gąska – polski ród szlachecki, najprawdopodobniej pochodzący z Ziemi Sieradzkiej.

## Szydłowscy herbu Jelita (odmiana)

herb Jelita (odm.)

Szydłowscy herbu Jelita (odm.) – polski ród szlachecki, którego protoplastą był Krzysztof Bernard Szydłowski (nobilitowany 21 listopada 1581). Herb powstał z adopcji do herbu Jelita, dokonanej przez Jana Zamoyskiego za odwagę przy zdobywaniu Pskowa.
W 1782 r. wylegitymowali się ze szlachectwa z herbem Jelita przed Halickim Sądem Grodzkim (zabór austriacki) Andrzej i Mikołaj Szydłowscy.

## Szydłowscy herbu Lubicz

herb Lubicz

Szydłowscy herbu Lubicz – polski ród szlachecki, z którego pochodził Teodor Szydłowski (wojewoda płocki), Kasztelan mazowiecki, którego to córka, Elżbieta Grabowska, była kochanką lub żoną morganatyczną Stanisława Augusta Poniatowskiego.
W zaborze austriackim wylegitymowali się ze szlachectwa z herbem Lubicz:
- Karol Szydłowski w 1783 r. przed Lwowskim Sądem Ziemskim[4]
- Wojciech, Jakub Stanisław (dw. im.), Kazimierz Jan Michał (tr. im.) i Dominik Michał (dw. im.) w 1808 r. przed Wydziałem Stanów we Lwowie[4].

### Członkowie rodu
- Teodor Kajetan Szydłowski – wojewoda płocki
- Marianna Szydłowska - pierwsza żona Dyzmy Szymanowskiego, szambelana króla Augusta III[5]
- Elżbieta Grabowska z Szydłowskich - morganatyczna żona króla Stanisława Augusta Poniatowskiego

## Szydłowscy herbu Pobóg

herb Pobóg

Szydłowscy herbu Pobóg – polski ród szlachecki.

## Szydłowscy herbu Rawicz

herb Rawicz

Szydłowscy herbu Rawicz – polski ród szlachecki, najprawdopodobniej pochodzący z Ziemi Krakowskiej lub Sandomierskiej.